# Brünni halálmenet

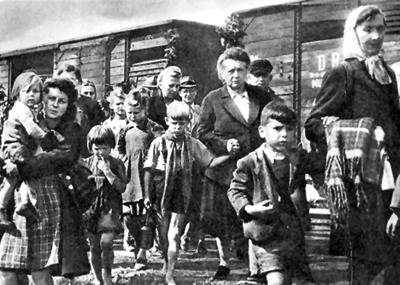
Kiutasított szudétanémetek (1945)

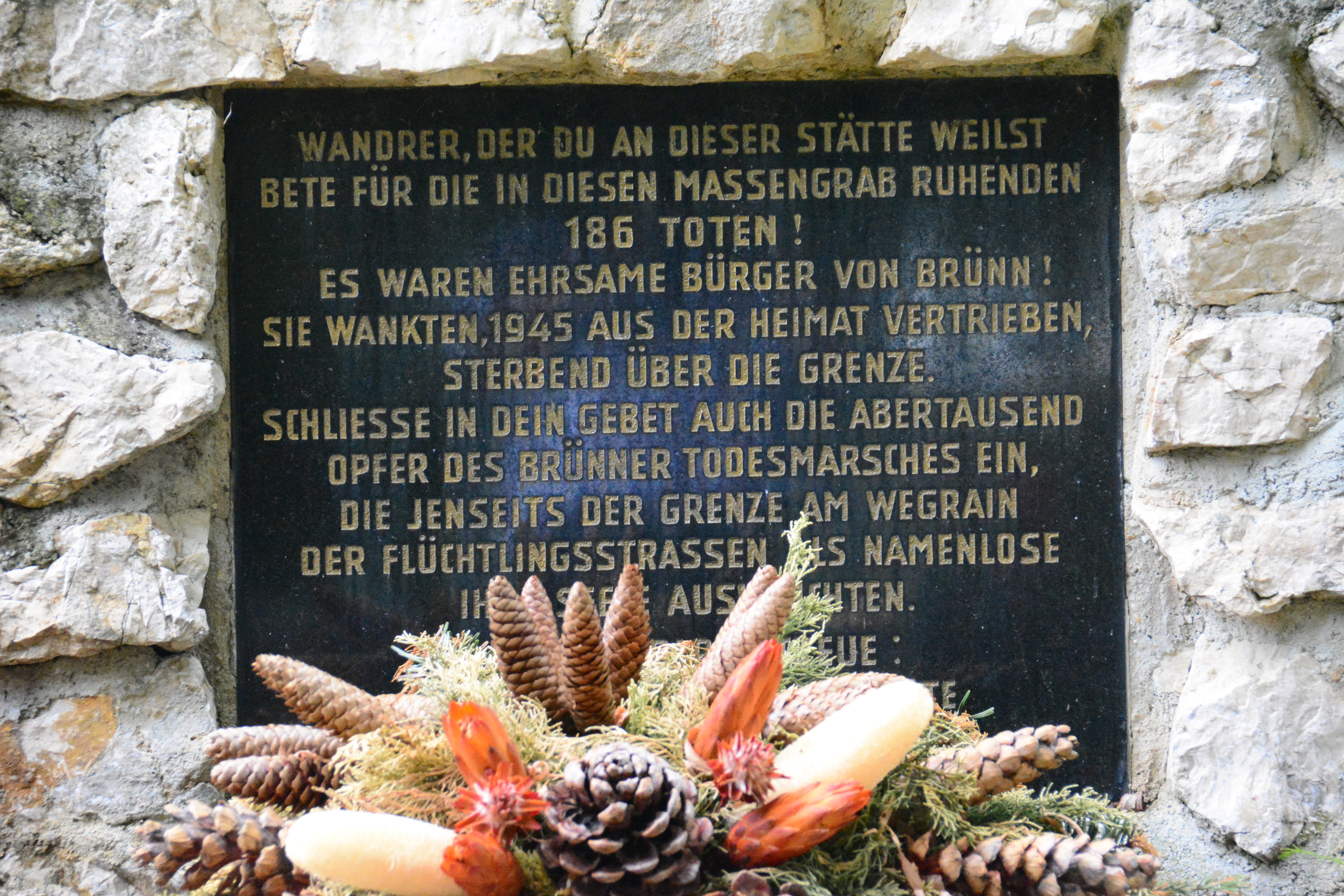
Emléktábla a drasenhofeni temetőben

Az ún. brünni halálmenet a csehszlovákiai németek második világháború utáni Csehszlovákiából  való kitelepítésének egyik hírhedt epizódja volt. 1945. május 30-ától kezdve Brno 20-30 ezer főnyi német lakosságát, gyerekeket, asszonyokat, öregeket, minimális ingóságaikkal gyalog hajtották a csehszlovák hatóságok osztrák területre. Ausztriába mintegy 15 ezren érkeztek csak meg. Néhány ezer ember különböző táborokban maradt, míg mintegy 1700 ember útközben halt meg az embertelen bánásmód, az éhezés és a hideg miatt.

## Megemlékezés
- Hatvan évvel a történtek után, 2005-ben, a szudétanémetek ausztriai szervezete (SLÖ) kiállítást nyitott Bécsben a tragikus esemény emlékére.[2]

- 2015. május 30-án a kitelepített szudétanémetekre emlékeztek. A cseh-német megbékélés jegyében megrendezett emléknap a Brnótól 10 kilométerre található Pohorelicében az áldozatok emlékére tartott istentisztelettel kezdődött. A délelőtti mise után a résztvevők gyalog indultak Brnóba, ahol délután és este megemlékeztek a második világháború után a városban és környékén történt tragikus eseményekről. A menetelők között voltak Németország és Ausztria prágai nagykövetségének vezető diplomatái is.[3]

Brünn városa őszintén sajnálja az 1945. május 30-án és az azt követő napokban történt eseményeket, amikor a kollektív bűnösség elve és a használt nyelv alapján ezreket kényszerítettek a város elhagyására.

## Szépirodalom
- Kateřina Tučková: Gerta Schnirch meghurcoltatása (fordította: Csoma Borbála, Kalligram Kiadó, Budapest, 2012) ISBN 9788081016424[4][5]